# القاسم بن إدريس
القاسم بن ادريس الثاني، هو والي طنجة، وسبتة، وقلعة حجر النسر، وتطوان وبلاد مصمودة، في عهد أخيه، خلال القرن التاسع. بعدما قسم أخوه محمد بن إدريس الثاني المغرب إلى تسعة أقاليم، ووزعها على اخوته.

## الحياة
كان القاسم الابن الأصغر للحاكم الإدريسي الثاني للمغرب، إدريس الثاني (حكم. 808–828 م). وبعد وفاة إدريس الثاني، تولى محمد، الأخ الأكبر للقاسم، العرش، لكنه قسّم معظم البلاد بين إخوته الأصغر سنًّا. وبذلك حصل القاسم على حكم طنجة والبصرة في الشمال.
وعندما ثار أخوه عيسى، رفض القاسم أن يدعم محمدًا، فهاجمه أخوه عمر وحرمه من ممتلكاته. عاش القاسم أطول من أخيه وأبنائه، وفي عهد ابن أخيه الأكبر يحيى الثاني (حكم. 863–866 م)، حصلت عائلته على حكم النصف الغربي من عاصمة الإدريسيين، فاس، إلى جانب مقاطعات الحدود الشرقية لقبائل البربر لواتة وكتامة.
مع نهاية القرن التاسع، ظلت عائلة القاسم تسيطر على شمال المغرب (طنجة، البصرة، سبتة)، وحكم ابنه يحيى الثالث مدينة فاس لفترة من الوقت بعد طرد المتمرد الخارجي عبد الرزاق من المدينة. كان آخر حكام الإدريسية ينحدرون جميعًا من القاسم عن طريق ابنه محمد.

## نسبه
القاسم هو ابن إدريس الثاني بن ادريس الأول بن عبدالله المحض بن الحسن المثنى بن الحسن السبط
وكانت صفات المولى القاسم لا تقل عن صفات والده فقد كان جوادا كريما عالي الهمة رفيع القدر وفي آخر أيامه توجه على تر نزاعه مع أخيه محمد إلى مكان يعرف بتاهدارت بالقرب من مدينة أصيلا التي كانت تسمى مدينة البصرة واستقر هناك زاهدا عابدا إلى أن ادركته المنية ودفن هناك بتاهدارت وقبره بها معروف.
- واليه تنتسب الأسر الاتية:
- الشبيهيون
- الطاهريون
- الغالبيون
- العمرانيون
- أهل دار القيطون
- الجوطيون
- الطالبيون
- الكانونيون
- أولاد أبي العيش
- الداوديون
- أولاد الشدادي
- أولاد الشماع
- أولاد المصدر
- الوكيليون أو البوكليون ومنهم الشنانيون
- أولاد أبي سرغين
- أولاد بن الخياط
- الزكاريون ( الزجاريون )
- الغراريون

## الاستشهادات
1. ↑  ابي محمد بن احمد بن سعيد بن حزم الأندلسي، أبي محمد (1962). كتاب جمهرة أنساب العرب. دار المعارف -مصر. ص. 49.
2. ↑  "أسلمة المغرب .. حسب ما قيل 28 : تنصيب إدريس بن إدريس زعيما وقائدا عوض والده المغتال". AL ITIHAD (بالإنجليزية). 5 May 2022. Archived from the original on 2023-12-12. Retrieved 2023-12-12.
3. ↑  "إرث أبي معاذ | القاسم بن إدريس بن إدريس الإدريسي الحسني العلوي الهاشمي القرشي الخندفي". ar.amheritance.com (بar-JO). Archived from the original on 2023-12-12. Retrieved 2023-12-12.{{استشهاد ويب}}:  صيانة الاستشهاد: لغة غير مدعومة (link)
4. ↑  "الشرفاء المنحدرون من سيدي القاسم بن مولاي إدريس الأزهر". baneyhashem.yoo7.com. مؤرشف من الأصل في 2023-12-12. اطلع عليه بتاريخ 2023-12-12.
5. ↑  "اتجاهات القيادة إلى ضريح سيدي قاسم بن ادريس بطنجة, طنجة". Waze. مؤرشف من الأصل في 2023-12-12. اطلع عليه بتاريخ 2023-12-12.
6. ↑  Eustache 1971، صفحات 1035, 1036.
7. 1 2 3  Eustache 1971، صفحة 1035.
8. 1 2  Benchekroun 2018.
9. ↑  "قصة الإسلام | الأدارسة في المغرب الأقصى". 97.105.52.213. مؤرشف من الأصل في 2025-03-22. اطلع عليه بتاريخ 2023-12-12.
10. ↑  أحمد بن خالد الناصري السلاوي، أحمد بن خالد. الاستقصا لأخبار دول المغرب الأقصى. دار الكتاب -الدار البيضاء.